# Equacions de Navier-Stokes
Les  equacions de Navier-Stokes  reben el seu nom de Claude-Louis Navier i George Gabriel Stokes. Es tracta d'un conjunt d'equacions en derivades parcials no lineals que descriuen el moviment d'un fluid. Aquestes equacions governen l'atmosfera terrestre, els corrents oceànics i el flux al voltant de vehicles o projectils i, en general, qualsevol fenomen en el que s'involucrin fluids newtonians.
Aquestes equacions s'obtenen aplicant els principis de conservació de la mecànica i la termodinàmica a un volum fluid. Fent això s'obté l'anomenada  formulació integral  de les equacions. Per arribar a la seva formulació diferencial es manipulen aplicant certes consideracions, principalment aquella en què els esforços tangencials guarden una relació lineal amb el gradient de velocitat (llei de viscositat de Newton), obtenint d'aquesta manera la formulació diferencial que generalment és més útil per la resolució dels problemes que es plantegen en la mecànica de fluids.
Com ja s'ha dit, les equacions de Navier-Stokes són un conjunt d'equacions en derivades parcials no lineals. No es disposa d'una solució general per a aquest conjunt d'equacions, i excepte certs tipus de flux i situacions molt concretes no és possible trobar una solució analítica; el qual en moltes ocasions hem de recórrer a l'anàlisi numèrica per determinar una solució aproximada. A la branca de la mecànica de fluids que s'ocupa de l'obtenció d'aquestes solucions mitjançant l'ordinador s'anomena dinàmica de fluids computacional (CFD, del seu acrònim anglosaxó  Computational Fluid Dynamics ).

## Conceptes previs

### Derivada substancial o material
Com que generalment adoptem la descripció euleriana, la derivada ordinària {\displaystyle {\partial \phi }/{\partial t}} ja no representa tota la variació per unitat de temps d'una determinada propietat del fluid {\displaystyle {\phi }} seguint la partícula fluida. Això és degut al moviment del fluid. Per reflectir aquesta variació usarem la derivada substancial (o derivada seguint a la partícula fluida). La derivada substancial o derivada material es defineix com l'operador:
{\displaystyle {\frac {D}{Dt}}(\star )\ {\stackrel {\mathrm {def} }{=}}\ {\frac {\partial (\star )}{\partial t}}+\mathbf {v} \cdot \nabla (\star )}
On {\displaystyle \mathbf {v} } és la velocitat del fluid. El primer terme representa la variació de la propietat en un punt fix de l'espai i per això se l'anomena derivada local, mentre que el segon representa la variació de la propietat associat al canvi de posició de la partícula fluida, i se l'anomena derivada convectiva. Aquest és el procediment que segueix Josep de Echegarai per demostrar la derivada material. Vegeu una demostració de com arribar a una derivada material. Prenent les coordenades d'Euler com:
{\displaystyle \mathbf {v} =v_{x}(x,y,z,t){\hat {\mathbf {i} }}+v_{y}(x,y,z,t){\hat {\mathbf {j} }}+v_{z}(x,y,z,t){\hat {\mathbf {k} }}}.
Calcularem l'acceleració per a aquestes coordenades:
{\displaystyle \mathbf {a} ={\frac {d\mathbf {v} }{dt}}={\frac {dv_{x}}{dt}}{\hat {\mathbf {i} }}+{\frac {dv_{y}}{dt}}{\hat {\mathbf {j} }}+{\frac {dv_{z}}{dt}}{\hat {\mathbf {k} }}}
Desenvolupem cada derivada total de cada component, així podrem seguir un desenvolupament fàcil de recordar:
{\displaystyle {\frac {Dv_{x}}{Dl}}i={\frac {\partial v_{x}}{\partial t}}r+v_{x}{\frac {\partial v_{x}}{\partial x}}r+v_{y}{\frac {\partial v_{x}}{\partial y}}r+v_{z}{\frac {\partial v_{x}}{\partial z}}i}
{\displaystyle {\frac {Dv_{y}}{Dl}}j={\frac {\partial v_{y}}{\partial t}}j+v_{x}{\frac {\partial v_{y}}{\partial x}}j+v_{y}{\frac {\partial v_{y}}{\partial y}}j+v_{z}{\frac {\partial v_{y}}{\partial z}}j}
{\displaystyle {\frac {Dv_{z}}{Dl}}k={\frac {\partial v_{z}}{\partial t}}k+v_{x}{\frac {\partial v_{z}}{\partial x}}k+v_{y}{\frac {\partial v_{z}}{\partial y}}k+v_{z}{\frac {\partial v_{z}}{\partial z}}k}
Si sumem terme a termes i traiem factor comú ens adonem que podem factoritzar bastant:
{\displaystyle {\frac {dvelocitat}{dt}}={\frac {\partial (ui+vj+wk)}{\partial t}}+o{\frac {\partial (ui+vj+wk)}{\partial x}}+v{\frac {\partial (ui+vj+wk)}{\partial y}}+w{\frac {\partial (ui+vj+wk)}{\partial z}}}
{\displaystyle {\frac {dvelocitat}{dt}}={\frac {\partial velocitat}{\partial t}}+[o{\frac {\partial }{\partial x}}+v{\frac {\partial }{\partial y}}+w{\frac {\partial }{\partial z}}]v={\frac {\partial velocitat}{\partial t}}+(velocitat\cdot \nabla )velocitat}
Veiem que la part de les derivades parcials espacials es poden escriure com: {\displaystyle \mathbf {v} \cdot \nabla }
Si ara substituïm velocitat per {\displaystyle (\star )} obtenim formalment l'expressió de la derivada material:
{\displaystyle {\frac {d}{dt}}(\star )={\frac {\partial (\star )}{\partial t}}+(\mathbf {v} \cdot \nabla )(\star )}

### Teorema del transport de Reynolds
Si la derivada substancial permet calcular la variació d'una propietat del fluid seguint una partícula fluida, el teorema del transport de Reynolds permetrà calcular la variació d'una magnitud fluida extensiva lligada a un volum fluid. En la seva forma general, el teorema del transport de Reynolds s'expressa com:
{\displaystyle {\frac {d}{dt}}\int _{V_{f}(t)}\phi \,d\omega ={\frac {d}{dt}}\int _{V_{c}(t)}\phi \,d\Omega +\int _{S_{c}(t)}\phi \left(\mathbf {v-v_{c}} \right)\cdot \mathbf {n} \,d\sigma }
on {\displaystyle \phi } és una propietat extensiva definida per unitat de volum, {\displaystyle V_{f}} és un volum fluid, {\displaystyle V_{c}} és un volum de control que coincideix amb {\displaystyle V_{f}} en l'instant t, {\displaystyle S_{c}} la superfície de control lligada a aquest volum, {\displaystyle \mathbf {v} } la velocitat del fluid i {\displaystyle \mathbf {v_{c}} } la velocitat de la superfície de control.
Expressat en termes col·loquials es pot dir que el teorema del transport de Reynolds ve a dir que la variació d'una propietat extensiva en un volum fluid, és igual a la variació d'aquesta propietat en l'interior d'aquest volum més la quantitat d'aquesta propietat que travessa la superfície del volum.

### Teorema de la divergència
El teorema de la divergència (o teorema de Gauss), ens permet transformar integrals de superfície en integrals de volum (i viceversa). En el cas particular de les tres dimensions podem expressar-ho com:
{\displaystyle \iiint \limits _{V}\left(\nabla \cdot \mathbf {F} \right)dV=\iint \limits _{\partial V}\mathbf {F\cdot n} \;dS}

## Les equacions de Navier-Stokes
{\displaystyle \rho {\frac {Du_{i}}{Dl}}=\rho f_{i}-{\frac {\partial P}{\partial x_{i}}}+{\frac {\partial }{\partial x_{j}}}\left[2\mu \left(e_{ij}-\Delta \delta _{ij}/3\right)\right]}.
Aquesta expressió representa el principi de conservació del moment lineal aplicada a un fluid general. La llei de la conservació de la massa s'escriu:
{\displaystyle {\frac {\partial \rho u_{i}}{\partial x_{i}}}=0}
En aquestes equacions ρ representa la densitat,  ui (i = 1,2,3) les components cartesianes de la velocitat,  Fi les forces aplicades sobre el cos, com la gravetat,  P  la pressió del fluid, i µ la viscositat dinàmica.
{\displaystyle e_{ij}=\left({\frac {\partial u_{i}}{\partial x_{j}}}+{\frac {\partial u_{j}}{\partial x_{i}}}\right)}
on Δ = eij és la divergència del fluid i δij la delta de Kronecker. D/Dt és la derivada total o derivada material temporal seguint el fluid:
{\displaystyle {\frac {D}{Dt}}(\cdot )\equiv {\frac {\partial (\cdot )}{\partial t}}+(\mathbf {v} \cdot \nabla )(\cdot )}
La no-linealitat  de les equacions es deu precisament al terme relacionat amb la derivada total. Quan µ és uniforme sobretot el fluid les equacions de fluid se simplifiquen de la manera següent:
{\displaystyle \rho {\frac {Du_{i}}{Dl}}=\rho f_{i}-{\frac {\partial P}{\partial x_{i}}}+\mu \left({\frac {\partial ^{2}u_{i}}{\partial x_{i}\partial x_{j}}}+{\frac {1}{3}}{\frac {\partial \Delta }{\partial x_{i}}}\right)}

## Casos particulars
Quan la densitat d'un fluid és constant l'anomenem incompressible i l'equació de continuïtat adquireix la forma següent:
{\displaystyle \mathrm {div} {\vec {v}}={\partial v_{x} \over \partial x}+{\partial v_{y} \over \partial y}+{\partial v_{z} \over \partial z}=0}
Per fluids ideals (viscositat µ nul·la) que siguin alhora incompressibles, les equacions resultants es denominen equacions d'Euler:
{\displaystyle {\partial \mathbf {v}  \over \partial t}+(\mathbf {v} \cdot {\boldsymbol {\nabla }})(\mathbf {v} )+{1 \over \rho }{\boldsymbol {\nabla }}P=\mathbf {g} }
En el cas que el fluid sigui incompressible, però a diferència de l'anterior cas, també es tracti d'un fluid viscós, les equacions de Navier-Stokes en coordenades cartesianes són:
{\displaystyle \rho \left({\partial v_{x} \over \partial t}+v_{x}{\partial v_{x} \over \partial x}+v_{y}{\partial v_{x} \over \partial y}+v_{z}{\partial v_{x} \over \partial z}\right)=\mu \left[{\partial ^{2}v_{x} \over \partial x^{2}}+{\partial ^{2}v_{x} \over \partial y^{2}}+{\partial ^{2}v_{x} \over \partial z^{2}}\right]-{\partial P \over \partial x}+\rho g_{x}}
{\displaystyle \rho \left({\partial v_{y} \over \partial t}+v_{x}{\partial v_{y} \over \partial x}+v_{y}{\partial v_{y} \over \partial y}+v_{z}{\partial v_{y} \over \partial z}\right)=\mu \left[{\partial ^{2}v_{y} \over \partial x^{2}}+{\partial ^{2}v_{y} \over \partial y^{2}}+{\partial ^{2}v_{y} \over \partial z^{2}}\right]-{\partial P \over \partial y}+\rho g_{y}}
{\displaystyle \rho \left({\partial v_{z} \over \partial t}+v_{x}{\partial v_{z} \over \partial x}+v_{y}{\partial v_{z} \over \partial y}+v_{z}{\partial v_{z} \over \partial z}\right)=\mu \left[{\partial ^{2}v_{z} \over \partial x^{2}}+{\partial ^{2}v_{z} \over \partial y^{2}}+{\partial ^{2}v_{z} \over \partial z^{2}}\right]-{\partial P \over \partial z}+\rho g_{z}}

## Altres consideracions
Les equacion de Navier-Stokes no tenen solució analítica. Per aplicacions pràctiques, aquestes equacions de derivades parcials es ressolen de manera numèrica amb ordinadors i es fan les simulacions corresponents.
Avui dia no existeix cap explicació matemàtica de com un fluid passa de ser un fluid regular a un turbulent. Doncs, hi ha alguna garantia matemàtica que les solucions de les equacions de Navier-Stokes, donades unes condicions inicials del moviment del fluid, existeixin en tot instant futur del temps? La resposta és sí, en un fluid en dues dimensions, però ningú sap respondre a aquesta qüestió en tres dimensions. Aquesta pregunta constitueix un dels Problemes del Mil·lenni que l'Institut de Matemàtiques Clay premia amb 1 milió de dòlars nord-americans a qui pugui resoldre'l.

## Ús d'equacions de Navier-Stokes en videojocs
Les equacions de Navier - Stokes s'utilitzen àmpliament en videojocs per modelar una àmplia varietat de fenòmens naturals. Les simulacions de fluids gasosos a petita escala, com foc i fum, sovint es basen en l'article seminal "Real-Time Fluid Dynamics for Games" ("Dinàmica de fluids en temps real per a jocs") de Jos Stam, que elabora un dels mètodes proposats a l'article anterior i més famós de Stam "Stable Fluids" de 1999. Stam proposa una simulació de fluids estable utilitzant un mètode de solució de Navier – Stokes de 1968, juntament amb un esquema de advecció semi-lagrangià incondicionalment estable, com es va proposar per primera vegada el 1992.
Les implementacions més recents basades en aquest treball s'executen a les unitats de processament de gràfics (GPU) dels sistemes de joc en lloc de la unitat central de processament (CPU) i aconsegueixen un grau de rendiment molt més gran.
S'han proposat moltes millores al treball original de Stam, que pateix inherentment una alta dissipació numèrica tant en velocitat com en massa.
Es pot trobar una introducció a la simulació interactiva de fluids en el curs de l'Association for Computing Machinery SIGGRAPH de 2007, Fluid Simulation for Computer Animation (Simulació de fluids per a animació per ordinador).

## Cultura popular
- Aquesta equació és esmentada a la sèrie Young Sheldon. Sheldon diu a la seva àvia que necessita diners per poder comprar un ordinador i així poder resoldre l'equació de Navier-Stokes; ell ho aconsegueix i guanya el premi Nobel a una primerenca edat.

- També és esmentada a la pel·lícula Gifted (2017).